# ザラ・ネルソヴァ
ザラ・ネルソヴァ（Zara Nelsova, 1918年12月23日 - 2002年10月10日）はカナダ出身のチェロ奏者。本名はサラ・カッツネルソン(Sarah Katznelson)。

## 経歴
ウィニペグ出身。フルート奏者だった父から幼時より音楽の手ほどきを受け、1924年から1928年までデジェー・マハレクの下でチェロを習った。姉妹でピアノを弾くアンヌとヴァイオリンを弾くアイダとの三人で地元の音楽祭に参加して成功をおさめ、1928年に一家でイギリスに移住した。1929年から姉妹とカナディアン・トリオを結成し、1934年からオーストラリアやアフリカなどの演奏旅行を成功させ、1939年まで活動した。その傍らでハーバート・ワレンにチェロを師事し、1930年にはエドゥアール・ラロのチェロ協奏曲を弾いて独奏者としてデビューを飾った。1939年にはカナダに戻り、トロント交響楽団の首席チェロ奏者を務めたが、キャスリーン・パーロウやアーネスト・マクミランと二回目のカナディアン・トリオを結成して室内楽の方面でも活躍した。1942年にはニューヨークでの演奏会でアメリカ・デビューを果たし、パブロ・カザルス、エマヌエル・フォイアマンやグレゴール・ピアティゴルスキー等の薫陶を受けた。1953年にはアメリカ市民権を獲得し、1963年から没年までジュリアード音楽院で教鞭を執った。1966年にはアメリカ国籍のチェロ奏者として初めてソ連への演奏旅行を行っている。
ニューヨークにて死去。